# Ratusz w Ostrołęce
Ratusz w Ostrołęce – budowla zbudowana w 1824 roku odbudowana w 1924 roku (po zniszczeniu w 1915 roku). Pierwotnie był to budynek klasycystyczny, jednak w 1969, po przebudowie zatracił cechy stylowe. Jest to budowla murowana z cegły, zbudowana na planie prostokąta, otynkowana. Elewacja jest pięcioosiowa, od strony ulicy znajduje się podcień. Obecnie siedziba Urzędu Miejskiego.